# 端木夢錫
端木梦锡（1899年11月29日—2000年8月12日），名九龄，字敬昭，号梦锡，河南南乐人，中国画家。中国美术家协会会员。他师承元人王冕笔法，溶“文人画”和“院体画”于一体，独创流派。

## 生平
端木梦锡出生于河南南乐，1923年于邢台河北省立第四师范毕业后，至北京小学讲授美术。1928年任南乐县教育局局长。后考入北京京华美术专门学校。毕业后受聘于武汉大学。
抗日战争爆发后，他流寓四川，在乐山创办乐家小学，自任校长。后到成都南虹艺术专科学校任教。在此期间曾几次举办个人画展，初露头角。后返武大（在四川）任事务主任。1945年随校返回武汉，居珞珈山，专攻花鸟一科，逐渐成画苑“北方一强”。
中华人民共和国成立后，端木梦锡在武汉从事美术教育，以画梅花、棕榈、蜀葵著称。风格上继承宋元以来中国画的优秀传统，并自创新意，独树一枝。50年代中期，作品《红梅》由国家艺术局选送苏联展出，与齐白石、徐悲鸿的作品共同发表于苏联《人民中国的美术》上。作品《蜀葵》则先后展于法国的巴黎、捷克斯洛伐克的布拉格等地。
1979年夏，应邀在新加坡举办个人画展。同年8月受约为国务院、文化部作画，供国家博物馆收藏。1980年在日本举办个人画展。1979年5月，端木梦锡在汉阳归元寺举办个人画展，所得收入全部捐献给儿童福利事业。2000年去世。